# Dany (striptekenaar)
Dany, echte naam Daniel Henrotin, (Marche-en-Famenne, 28 januari 1943) is een Belgisch striptekenaar.

## Carrière
Dany begon als reclametekenaar. Na een ontmoeting met Mittéï werd hij diens assistent. Hij werkte mee aan Les Trois A, Indésirable Désiré en Rik Ringers waarvan hij de decors tekende.
In 1966, na zijn legerdienst, begon hij in de studio van Greg en werkte aan Quentin Gentil en Les As. Hij werd ook een trouwe medewerker van het tijdschrift Kuifje. In 1968 maakte hij op basis van een scenario van Greg zijn eerste en langstlopende stripreeks Roze Bottel.
In 1978 maakte hij samen met Jean Van Hamme de strip Harlekijn, waarvan drie albums verschenen. Ook op scenario van Jean Van Hamme tekende Dany Een avontuur zonder helden, over de overlevenden van een vliegtuigcrash in de jungle.
Greg vertrouwde hem in 1979 Bernard Prince toe, nadat Hermann afgehaakt had. Hiervan maakte Dany twee albums, waarna hij zelf het werk doorgaf aan Édouard Aidans.  
Met Rooie Oortjes lanceerde Dany in 1990 een reeks albums met erotische humor.
In 2006 werd, van Dany, het derde deel van de serie Dracula met de titel Transsylvanië uitgebracht. Yves Huppen (Yves H) schreef hiervan het scenario.
En in 2010 werkte Dany aan een nevenreeks van Lanfeust, Les guerrières de Troy, op scenario van Arleston en Melanÿn. Hiervan verschenen twee albums bij uitgeverij Soleil.
In 2023 maakte hij samen met scenarist Yann een verhaal in de reeks Robbedoes en Kwabbernoot, voor de nevenreeks met gastauteurs. Het album Robbedoes en Blue Gorgon werd in 2024 uit de handel genomen na kritiek op de manier waarop vrouwen en zwarten worden afgebeeld, volgens critici respectievelijk seksistisch en racistisch. Dany zou later dat jaar eregast zijn op het stripfestival van Angers, maar na de controverse besloten de auteur en het festival van dat plan af te zien.

## Publicaties
- Alice in Wonderland (1973)
- Harlekijn (scenario van Jean Van Hamme) (1979-1985)
- Bernard Prince (scenario van Greg) (1980-1989)
- Roze Bottel (scenario van Greg)
- Equator (1993-1994)
- Een avontuur zonder helden (scenario van Jean Van Hamme) (1977)
- Rooie Oortjes
- Dracula - Transsylvanië (scenario van Yves Huppen) (2006)
- Amazones van Troy (scenario van Christophe Arleston en Melanÿn) (2010-2014)
- Vluchtige ontmoetingen (scenario van Denis Lapière) (2020)
- Robbedoes en Blue Gorgon (scenario van Yann) (2023)